# Evoken
Evoken est un groupe de funeral doom américain, originaire de Lyndhurst, dans le New Jersey. Il est fondé en 1994. Aux côtés des groupes Novembers Doom et Rigor Sardonicous, ils font partie des premiers groupes américains de doom metal encore actifs aujourd'hui.

## Biographie
En avril 1992, le guitariste Nick Orlando forme un groupe nommé Funereus avec qui il enregistre une démo. Le groupe se renomme Asmodeus l'année suivante puis Evoken en 1994. Les influences principales du groupe sont Disembowelment, Winter, Paradise Lost, Thergothon. Le groupe emprunte d'ailleurs son nom à un morceau enregistré par ces derniers. 
En 2006, Evoken signe sur le label suédois I Hate Records chez qui ils sortent A Caress of the Void. En 2011, le groupe se produit au Roadburn Festival et au Hellfest en 2013.

## Membres

### Membres actuels
- Vince Verkay - batterie (depuis 1994)
- John Paradiso - chant, guitare (depuis 1994), basse (2004), claviers (2007)
- Don Zaros - claviers (depuis 2007)
- David Wagner - basse (depuis 2008)
- Chris Molinari - guitare (depuis 2009)

### Anciens membres
- Bill Manley - basse (1994-1996)
- Nick Orlando - guitare (1994-2008), claviers (2007)
- Dario Derna - claviers (1995-2002)
- Steve Moran - basse (1996-2004)
- Denny Hahn - claviers (2003-2007)
- Craig Pillard - basse, claviers (2007)

## Discographie
- 1998 - Embrace the Emptiness
- 2001 - Quietus
- 2005 - Antithesis of Light
- 2007 - A Caress of the Void
- 2012 - Atra Mors